# أسفهرود (باقران)
أسفهرود (بالفارسية: اسفهرود) هي مستوطنة تقع في إيران في قسم باقران الريفي. يقدر عدد سكانها بـ 192 نسمة .